# Nigrasialeyrodes
Nigrasialeyrodes is een geslacht van halfvleugeligen (Hemiptera) uit de familie witte vliegen (Aleyrodidae), onderfamilie Aleyrodinae.
De wetenschappelijke naam van dit geslacht is voor het eerst geldig gepubliceerd door Martin & Carver in Martin in 1999. De typesoort is Nigrasialeyrodes convexus.

## Soort
Nigrasialeyrodes omvat de volgende soort:
- Nigrasialeyrodes convexus Martin & Carver in Martin, 1999